# (10861) Ciske
(10861) Ciske (1995 MG1) – planetoida z grupy pasa głównego asteroid okrążająca Słońce w ciągu 4,48 lat w średniej odległości 2,71 j.a. Odkryta 22 czerwca 1995 roku.